# Egon Adler
Egon Adler (ur. 18 lutego 1937 w Großpösna, zm. 28 stycznia 2015) – niemiecki kolarz szosowy reprezentujący NRD, srebrny medalista olimpijski.

## Kariera
Największy sukces w karierze Egon Adler osiągnął w 1960 roku, kiedy wspólnie z Erichem Hagenem, Gustavem-Adolfem Schurem i Günterem Lörke zdobył srebrny medal w drużynowej jeździe na czas podczas igrzysk olimpijskich w Rzymie. Był to jedyny medal wywalczony przez Adlera na międzynarodowej imprezie tej rangi. Na tych samych igrzyskach w rywalizacji indywidualnej został sklasyfikowany na 20. pozycji. Ponadto w 1958 roku zajął trzecie miejsce w DDR Rundfahrt, a w latach 1958 i 1959 zdobywał złote medale szosowych mistrzostw kraju. Nigdy jednak nie zdobył medalu na szosowych mistrzostwach świata.
Jego siostrzeńcy: Jörg i Robert Förster również są kolarzami.